# Encephalartos princeps
Encephalartos princeps — вид голонасінних рослин класу саговникоподібні (Cycadopsida).
Етимологія: лат. princeps — «первинний або перший», від думки авторів, що вид був перший в еволюційній послідовності.

## Опис
Рослини деревовиді; стовбур 4 м заввишки, 30–40 см діаметром. Листки 100—130 см в довжину, сині або срібні, тьмяні; хребет синій, прямий з останньою третиною різко загнутою; черешок прямий, без колючок. Листові фрагменти ланцетні; середні — довжиною 15 см, шириною 15 мм. Пилкові шишки 1–3, яйцеподібні, зелені, довжиною 20–25 см, 8–10 см діаметром. Насіннєві шишки 1–3, яйцеподібні, зелені, довжиною 30–40 см, 20–25 см діаметром. Повислі. Насіння довгасте, довжиною 35–40 мм, шириною 15–20 мм, саркотеста червона.

## Поширення, екологія
Країни поширення: ПАР (Східна Капська провінція. Росте на висотах від 200 до 800 м над рівнем моря. Росте в основному на долеритових скелях і кам'янистих оголеннях уздовж річкових долин. Рослини ростуть в посушливих районах в рослинності, що характеризуються товщею низьких соковитих чагарників і трав.

## Загрози та охорона
Цей вид знаходиться під загрозою через незаконне збирання рослин в дикій природі, і в результаті руйнування місця існування в результаті розширення сільськогосподарських робіт. У деяких популяціях, чужі рослини (Lantana camara) вторгаються в середовище проживання.